# Adel Tlatli
Adel Tlatli, né le 31 août 1958 à Tunis, est l'entraîneur de l'équipe de Tunisie masculine de basket-ball depuis 2004.
Lors du championnat d'Afrique 2009, il mène l'équipe à une troisième place et à une qualification pour le championnat du monde. Lors du championnat d'Afrique 2011, l'équipe remporte la compétition pour la première fois de son histoire.

## Palmarès

### Clubs
- Championnat de Tunisie : 2001, 2002, 2003,  2017, 2018
- Coupe de Tunisie : 2002, 2017, 2018
- Championnat maghrébin de basket-ball : 2003
- Championnat du Koweït : 2012

### Sélection nationale

#### Jeux olympiques
- 11e des Jeux olympiques 2012 à Londres ( Royaume-Uni)

#### Championnat d'Afrique masculin de basket-ball
- Médaille d'or au championnat d'Afrique 2011 ( Madagascar)
- Médaille de bronze au championnat d'Afrique 2009 ( Libye)

#### Championnat arabe des nations
- Médaille d'or au championnat arabe des nations 2008 ( Tunisie)
- Médaille d'or au championnat arabe des nations 2009 ( Maroc)